# Зола

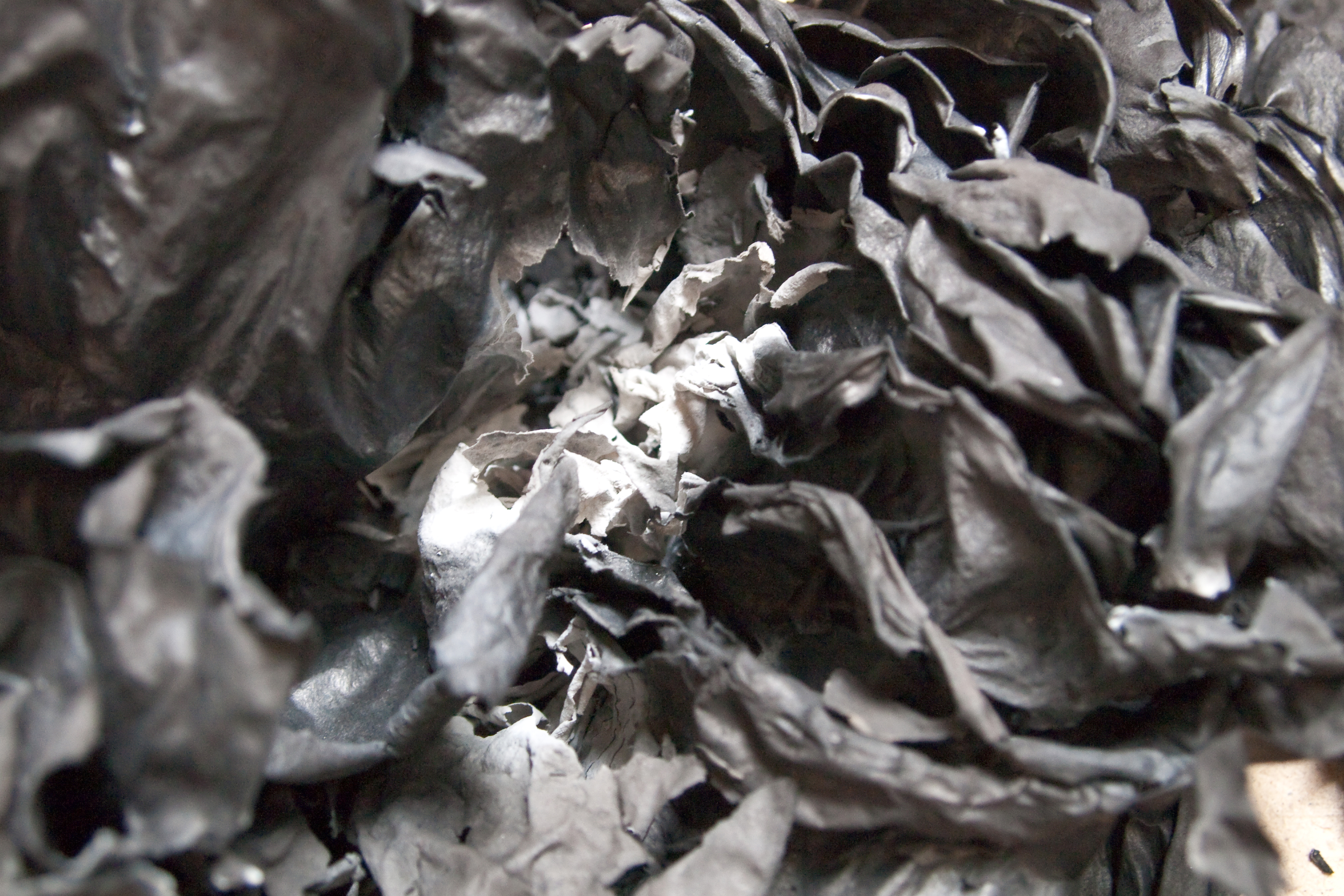
Зола

Зола́ — пилоподібний або шлакоподібний залишок, що утворюється з мінеральної частини палива, коли воно повністю згоряє. Складається з продуктів окиснення і випалення золотвірних компонентів мінеральної частини і органічних сполук палива і деякої кількості невигорілих його органічних компонентів (недопал). В промислових умовах зола утворюється у вигляді тонкодисперсного порошку — золи виносу і шлаку — сплавленого уламкового матеріалу. При спаленні палива з рідким шлаковидаленням в основному утворюється шлак, при сухому — на 80 % зола-унос.

## Різновид
За плавкістю (температурою початку плавлення) поділяється на:
- легкоплавку (менше 1200 °С)
- середньоплавку (1200–1350 °С)
- тугоплавку (1350–1500 °С)
- неплавку (більше 1500 °С).

За способом видалення розрізняють:
- золу сухого відбору (зола виносу)
- золу мокрого відбору (зола гідровидалення)

## Склад
Зола та шлаки складаються з наступних компонентів:
- Немагнітна мінеральна фракція:
  - Мікросфери алюмосилікатні;
  - Ценосфери.
- Магнітна мінеральна фракція:
  - Мікросфери магнетитові;
  - Гранули феросиліція.

Зола та тверді викиди містять немагнітні та магнітні фракції. Поділ на такі фракції та їх дослідження виконуються, насамперед, з позицій впливу осадів золи на природу й з метою визначення напряму використання золи цих фракцій. Вочевидь, магнітні фракції збагачені залізом в кристалічній магнітній формі (мікросфери магнетитові).
Хімічний склад золи при згорянні вугілля, горючих сланців і торфу — y відсотковому співвідношенні (SiO 10–65 %, Al 10–40 %, CaO 0,5–45 %, MgO 0,2–6 %, Na 1–10 %, K2O 1,5–3 %) залежить від умов утворення даного палива, технології його спалення тощо. 3ола низькозольних торфу, бурого і окисненого вугілля і горючих сланців має підвищений вміст CaO, кам'яного вугілля — переважно алюмо-силікатний склад. За величиною співвідношення суми оксидів Fe, Са, Mg, Na і K до суми оксидів Si, Al, Ti. розділяють на кислі (менше 1) і лужні (більше 1). 3ола вугілля в основному кисла, горючих сланців і дерева — лужна.
Шлаки використовують в будівництві. Зола застосовується також як заповнювач для бетонів і будівельних розчинів, як домішка (в цеглу), сировина для вироблення аглопориту, зольного гравію. Зола-унос в основному складується в мокрих золовідвалах і лише частково використовується в цементної промисловості як сировина та добавка, при виробництві будівельної кераміки, асфальтобетону, золобетону, випалювального і безвипалювального гравію.
Із золи деяких типів вугілля вилучають рідкісні елементи та розсіяні елементи, наприклад, ґерманій і ґалій. Зола-уносу ТЕС містить до 1–5 % порожнистих частинок (так звані ценосфери), які мають унікальні теплоізоляційні властивості та використовуються для спеціальних теплоізоляційних покрить, наприклад, у космічній техніці.

### Зола як добриво
У пробах золи можна виявити діоксини, які мають високу адгезію до розвинених поверхонь, перш за все до ґрунту, золи тощо. Основним носієм діоксинів у природі є пил. Діоксини стійкі до умов оточуючого середовища й різних біологічних об'єктів, період їх розкладу у ґрунті складає від 10 до 20 років, у воді й донних відкладеннях — близько 2 років, а в організмі людини — близько 6–7 років. Вони здатні асимілюватися із рослинами й через трофічні ланцюжки надходити до організму тварин й людини.

## Зола вугільна
Зола вугільна — мінеральна речовина, що залишається після спалювання вугілля при температурі близько 800 °С при доступі повітря. Основні компоненти вугільної золи — оксиди кремнію, алюмінію, заліза, кальцію, магнію, натрію, калію. Вторинне значення мають оксиди титану, фосфору, марганцю. За складом золи поділяються на кременисті (вміст SiO2 40–70 %), глиноземні (Al2O3 30–45 %), залізисті (Fe2O3 20 %), вапнисті (СаО 20–40 %).
Основні компоненти золи вугілля: Al2O3, SiO2, Fe2O3, CaO.
Крім того, зола вугілля містить понад 40 різних елементів. Це:
- мікроелементи з вмістом 0,1–0,001 % (B, F, P, Cl, Ti, V, Ni, Cu, Zn, As, Ba, Pb);
- рідкісні елементи з вмістом 0,001–0,00001 % (Li, Be, Ce, Co, Go, Ge, Se, Sr, Pb, Nb, Mo, Cd, Sn, Sb, I, Cs, La, W, Bu, V),
- ультрарідкісні елементи з вмістом менше 0,00001 % (Ag, In, Re, Pt, Au, Ir, Hg).

Хімічний склад та мікроелементи вивчаються для встановлення можливості їх попутного вилучення та використання, а також для оцінки токсичності золи.